# John Berger
John Peter Berger (Londra, 5 novembre 1926 – Parigi, 2 gennaio 2017) è stato un critico d'arte, scrittore e pittore britannico.

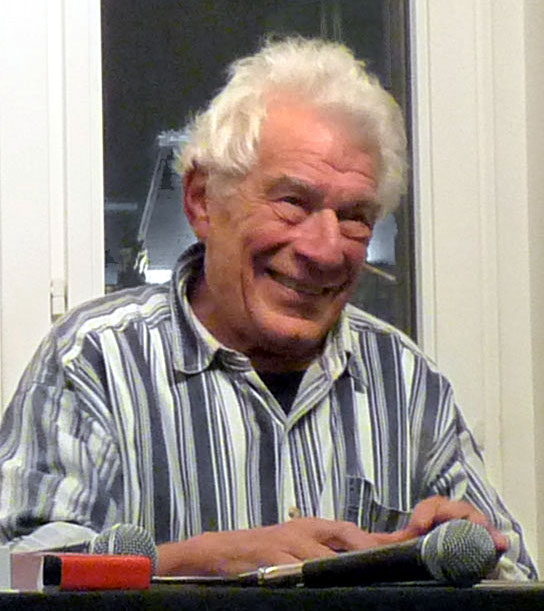
John Berger (Strasburgo, 2009)

Il suo romanzo G. ha vinto il Booker Prize e il James Tait Black Memorial Prize nel 1972.

## Biografia
Nato a Londra nel Borough di Hackney, Berger ha frequentato la St Edward's School di Oxford. Il padre fu un ufficiale di fanteria sul fronte occidentale durante la prima guerra mondiale. Berger ha servito nel British Army dal 1944 al 1946; successivamente si è iscritto alla Chelsea School of Art e alla Central School of Art di Londra. Berger ha iniziato la sua carriera come pittore con mostre in diverse gallerie londinesi sul finire degli anni '40.
Mentre lavorava come insegnante di disegno (dal 1948 al 1955), Berger divenne un critico d'arte, pubblicando svariati saggi e recensioni nel New Statesman. Il suo umanismo marxista e le sue convinte opinioni sull'arte moderna lo hanno reso una figura controversa sin dall'inizio della sua carriera. Ha intitolato una raccolta di saggi Permanent Red (Rosso permanente), in parte come dichiarazione di impegno politico, e successivamente ha scritto che prima che l'URSS avesse raggiunto la parità nucleare si era sentito in obbligo di non criticare le loro politiche; in seguito, la sua opinione sullo stato sovietico divenne molto più critica.
Dopo un primo matrimonio senza figli, Berger ha avuto tre figli: Jacob, un regista cinematografico, Katya, scrittrice e critica d'arte, e Yves, un artista.

## Carriera letteraria
Nel 1958 Berger ha pubblicato il suo primo romanzo, A Painter of Our Time, che narra la storia della scomparsa di Janos Lavin, un fittizio pittore ungherese in esilio e la scoperta del suo diario da un amico critico d'arte. L'attualità politica del libro e l'accurata descrizione del lavoro di un artista, hanno spinto alcuni lettori a credere che la storia fosse vera. Dopo essere stato disponibile per un mese, l'opera è stata ritirata dalla casa editrice, sotto la pressione dell'Associazione per la libertà della cultura . I romanzi successivi furono The Foot of Clive e Corker's Freedom: entrambi presentano uno stile di vita urbano di alienazione e malinconia. Nel 1962 il disgusto di Berger per la vita nel Regno Unito lo spinsero ad un esilio volontario in Francia.
Nel 1972 la BBC ha trasmesso la sua serie televisiva Ways of Seeing (Modi di vedere) e ha pubblicato il libro di testo corrispondente, un'introduzione allo studio delle immagini, lavoro parzialmente derivato dal saggio The Work of Art in the Age of Mechanical Reproduction di Walter Benjamin.
G., il suo romanzo picaresco romantico ambientato nell'Europa del 1898, ha vinto sia il James Tait Black Memorial Prize che il Booker Prize nel 1972. Nell'accettare quest'ultimo, Berger ha insistito a donare metà del valore del premio alle Pantere Nere in Gran Bretagna, e ha usato l'altra parte per finanziare il suo studio sui lavoratori migranti, che in seguito divenne A Seventh Man, affermando che entrambe erano azioni necessarie alla sua lotta politica.
Molti dei suoi testi, dagli studi sociologici ai romanzi e alle poesie, hanno a che fare con l'esperienza. I lavori di sociologia comprendono A Fortunate Man: The Story of a Country Doctor (1967) e A Seventh Man: Migrant Workers in Europe (1975). La ricerca intrapresa per A Seventh Man lo ha interessato al mondo che i lavoratori migranti hanno abbandonato: comunità rurali abbandonate. È stato a causa del lavoro su questo tema che lo hanno portato a trasferirsi a Quincy in Alta Savoia, dove ha vissuto e coltivato dalla metà degli anni '70. Berger e il fotografo Jean Mohr, suo frequente collaboratore, cercano di documentare e di capire le esperienze vissute dai loro soggetti contadini. Il loro libro Another Way of Telling discute e mostra la loro tecnica documentaria, e tratta la teoria della fotografia sia attraverso i saggi di Berger che le fotografie di Mohr. I suoi studi su artisti includono in particolare The Success and Failure of Picasso (1965), una panoramica sulla carriera dell'artista, e Art and Revolution: Ernst Neizvestny, Endurance, and the Role of the Artist, sull'estetica e l'impegno politico dello scultore dissidente sovietico.
Negli anni '70 Berger ha collaborato con il regista svizzero Alain Tanner in diversi film; ha scritto o collaborato a scrivere a La Salamandre (1971), The Middle of the World (1974) e Jonah who will be 25 in the year 2000 (1976). Il suo maggior lavoro degli anni '80, la trilogia Into Their Labours (composta dai romanzi Pig Earth, Once in Europa, e Lilac and Flag), considera l'esperienza dei contadini europei dalle loro radici agricole alla loro alienazione politica ed economica contemporanea.
I suoi saggi recenti riguardano fotografia, arte, politica e memoria, collaborando a riviste e giornali quali "El País", "The Guardian", "The Independent", "Frankfurter Rundschau", "La Jornada", "Le Monde diplomatique", "Internazionale" ecc. Ha pubblicato la corrispondenza con il Subcomandante Marcos in The Shape of a Pocket, e scritto storie apparse su "Threepenny Review" e "The New Yorker". Il suo unico volume di poesie è Pages of the Wound, sebbene altri volumi come il suo saggio teorico And Our Faces, My Heart, Brief as Photos contengano anche poesie, oltre che prose. I suoi romanzi recenti comprendono To the Wedding (Festa di nozze) una storia d'amore che tratta di AIDS basata sull'esperienza della sua famiglia, ambientata tra Alpi francesi, Italia settentrionale, Atene e Bratislava, e King: A Street Story, sulla vita dei senzatetto raccontata dal punto di vista di un cane randagio. Berger inizialmente ha richiesto che il suo nome non apparisse sulla copertina di King, per far sì che il romanzo fosse valutato per i suoi meriti.
Il romanzo più recente di Berger, From A to X, è stato finalista dell'edizione 2008 del Booker Prize; Berger e Salman Rushdie erano gli unici, tra i finalisti di quell'anno, ad avere già vinto il premio in passato.
A Berger è dedicato il numero 32 di Riga, a cura di Maria Nadotti (2011)

## Opere
- Marcel Frishman, con George Besson, 1957
- Ritratto di un pittore (A Painter of Our Time, 1958), traduzione di Luciano Bianciardi, Milano, Bompiani, 1961.
- Permanent Red: Essays in Seeing (1960) (titolo negli USA: Toward Reality)
- The Foot of Clive (1962)
- Corker's Freedom (1964)
- Splendori e miserie di Pablo Picasso (The Success and Failure of Picasso, 1965), traduzione di Josella Greco, Milano, Il Saggiatore, 1996.
- A Fortunate Man (1967)
- Art and Revolution: Ernst Neizvestny and the Role of the Artist in the U.S.S.R. (1969)
- The Moment of Cubism and Other Essays (1969)
- The Look of Things: Selected Essays and Articles, a cura e con l'introduzione di Nikos Stangos, London, Penguin, 1972
- Questione di sguardi (Ways of Seeing, 1972), traduzione di Maria Nadotti, Milano, Il Saggiatore, 1998.
- G. (1972), tr. Riccardo Mainardi, Milano, Garzanti, 1974; Milano, Il Saggiatore, 1996; trad. Maria Nadotti, Vicenza, Neri Pozza, 2012.
- John Berger - Jean Mohr, A Seventh Man: The Story of a Migrant Worker in Europe, London, Penguin, 1975
  -  Un settimo uomo, traduzione di Marco Papi, Milano, Garzanti, 1976.
  -  Il settimo uomo, traduzione di Maria Nadotti, Roma, Contrasto, 2017.
- About Looking (1980), tr. Silvia Lalia, Del guardare, Ripatransone (Ascoli Piceno): Sestante, 1995; tr. Maria Nadotti Sul guardare, Milano: Bruno Mondadori, 2003
- Into Their Labours. A Trilogy (1971-1990):
  -  Le tre vite di Lucie (Pig Earth, 1979), traduzione di Daniela Corona, Palermo, Gelka, 1992.
  -  Una volta in Europa (Once in Europa, 1987), traduzione di Maria Nadotti, Torino, Bollati Boringhieri, 2003.
  -  Lillà e Bandiera (Lilac and Flag, 1990), traduzione di Maria Nadotti, Torino, Bollati Boringhieri, 2006.
- E i nostri volti, amore mio, leggeri come foto (And Our Faces, My Heart, Brief as Photos, 1984), traduzione di Maria Nadotti, Napoli, L'ancora del Mediterraneo, 2002. - Milano, Bruno Mondadori, 2008; Collana La Cultura, Milano, Il Saggiatore, 2020, ISBN 978-88-428-2661-3.
- Another Way of Telling (1982)
- The White Bird (1985) (titolo USA: The Sense of Sight)
- Ulysses (1991)
- Presentarsi all'appuntamento. Narrare le immagini (Keeping a Rendezvous, 1992), traduzione di Maria Nadotti, Milano, Scheiweller, 2010.
- Pagine della ferita (Pages of the Wound: Poems Drawings Photographs 1956-96, 1996), traduzione di Riccardo Duranti, Milano, Greco & Greco, 1999.
- Fotocopie (Photocopies, 1996), traduzione di Maria Nadotti, Torino, Bollati Boringhieri, 2004.
- Festa di nozze (To the Wedding, 1995), traduzione di Riccardo Duranti, Milano, Il Saggiatore, 1997.
- Titian: Nymph and Shepherd, con Katya Berger Andreadakis, 1996
- Isabelle. A Story in Shorts (1998, con Nella Bielski), trad. Maria Nadotti, Milano, Epoché, 2006
- King. A Street Story (1999)
- Dürer, ed. inglese e italiana, Taschen, 1999
- I Send You This Cadmium Red, con John Christie, 2000
- Sacche di resistenza (The Shape of a Pocket, 2001), trad. Marina Rullo, Varese, Giano, 2003
- Selected Essays, a cura di Geoff Dyer, 2001
- Qui, dove ci incontriamo (Here is Where We Meet, 2005), traduzione di Maria Nadotti, Torino, Bollati Boringhieri, 2005.
- Sul disegnare (Berger on Drawing, 2005), traduzione di Maria Nadotti, Milano, Scheiwiller, 2007. - Milano, Il Saggiatore, 2017.
- Abbi cara ogni cosa. Scritti politici 2001-2007 (Hold Everything Dear, 2007), traduzione di Maria Nadotti, Roma, Fusi orari, 2007.
- La tenda rossa di Bologna (The Red Tenda of Bologna, 2007), traduzione di Maria Nadotti, Mantova, Drawbridge Books/Festivaletteratura, 2007. - illustrazioni di Guido Volpi, Modo Infoshop, 2015, ISBN 978-88-9053-629-8.
- My Beautiful (2008), con Marc Trivier, trad. Maria Nadotti, Milano, Bruno Mondadori, 2008
- Da A a X. Lettere di una storia (From A to X, A Story in Letters, 2008), traduzione di Maria Nadotti, Milano, Scheiweller, 2009.
- La speranza, nel frattempo, con Arundhati Roy e Maria Nadotti, Bellinzona, Casagrande, 2010
- Distendersi a dormire (Lying Down to Sleep), trad. Maria Nadotti, Mantova, Corraini, 2010
- Il taccuino di Bento (Bento's Sketchbook, 2011), traduzione di Maria Nadotti, Vicenza, Neri Pozza, 2014.
- Contro i nuovi tiranni, antologia a cura di Maria Nadotti, Vicenza, Neri Pozza, 2013
- Capire una fotografia (Understanding a Photograph, 2013), a cura di Geoff Dyer, trad. Maria Nadotti, Roma, Contrasto, 2014
- Rondò per Beverly (Flying Skirts: An Elegy, 2014), con Yves Berger, trad. Maria Nadotti, Roma, Nottetempo, 2014
- Il fuoco dello sguardo. Collected Poems, a cura di Riccardo Duranti, Mompeo (RI), Coazinzola Press, 2015
- Ritratti (Portraits, 2015), traduzione di Maria Nadotti, a cura di Tom Overton, edizione italiana aumentata a cura di M. Nadotti, Collana La Cultura n.1206, Milano, Il Saggiatore, 2018, ISBN 978-88-428-2482-4.
- Confabulazioni (Confabulations, 2016), traduzione di e postfazione di Maria Nadotti, Milano, Neri Pozza, 2017, ISBN 978-88-545-1559-8.
- Paesaggi (Landscapes. John Berger on Art, 2016), traduzione di Maria Nadotti, a cura di Tom Overton, edizione italiana a cura di M. Nadotti, Collana La Cultura, Milano, Il Saggiatore, 2019, ISBN 978-88-428-2491-6.
- Guttuso (ed. orig. 1957), traduzione di Maria Nadotti, Nota di Marco Carapezza, edizione italiana a cura di M. Nadotti, Il divano, Palermo-Roma, Sellerio, 2023, ISBN 9788838945045.

## Filmografia
- Il centro del mondo (Le Milieu du monde), regia di Alain Tanner (1974)